# Rukamba (periodiskt vattendrag)
Rukamba är ett periodiskt vattendrag i Burundi.   Det ligger i provinsen Bururi, i den västra delen av landet, 40 kilometer söder om huvudstaden Bujumbura.